# Знову двійка (картина)
«Знову двійка» (рос. Опять двойка) — картина Федора Павловича Решетникова, створена в 1952 році.
Ця картина була написана в Москві, нині зберігається у Третьяковській галереї.
Завдяки близькості сюжету до реалій учнівського життя, картина використовувалася в шкільній програмі СРСР як зразок жанру побутового живопису, і була добре знайома радянській публіці.

## Сюжет картини
На задньому плані, на стіні, висить відривний календар з репродукцією іншої картинки Ф. П. Решетникова — «Прибув на канікули», написаної 1948 року. На ній зображена радісна зустріч бравого хлопчика — суворовця, який приїхав у гості до дідуся. І ось перед нами картина Решетникова «Знову двійка». На ній зображено ставлення до двієчника в сім'ї.
На картині ми бачимо родину, яка зустрічає хлопчика, який прийшов зі школи з двійкою. Хлопчик-двієчник виглядає типовим телепнем, його одяг — розстібнуте, м'яте пальто, штани, чорні черевики — виглядають недбало. У правій руці він тримає перев'язаний портфель, який слугував м'ячем і санчатами своєму господареві, стирчать старі ковзани. Світле зім'яте волосся, відстовбурчені червоні вуха, рум'яні від свіжого повітря та гри щоки не в'яжуться з підкреслено засмученим обличчям. Він зітхає, всім своїм виглядом зображаючи «непідробне» переживання через оцінки. Хлопчика радісно зустрічає собака, вона дуже любить свого господаря. Вона ніби просить: «Пограй зі мною». Осторонь присіла, залишивши роботу, мати. Побачивши його сумне і розчервоніле від морозу обличчя, вона зрозуміла, що хлопець вдосталь награвся на вулиці і насправді не переживає про те, що отримав двійку. Мати засмучена, стомлена, вона здогадується, що він ледачий і слабохарактерний. Жінка не знає, як вплинути на сина-двієчника, у неї опускаються руки. Поруч з мамою молодший брат на велосипеді, який сміється над старшим, чудово розуміючи що відбувається і, схоже, жартує над ним. За обіднім столом готує уроки старша сестра. Вона встала, з докором дивлячись на брата-нехлюя. Поза, оберт голови, погляд — все свідчить про те, що вона не схвалює поведінку двієчника. Її фігура чітко виділена темним силуетом у світлому дверному отворі. Вікно позаду неї створює подвійне освітлення фігури і символізує світле майбутнє дівчинки. Разючий контраст являє собою вимучена, перебільшена значенню умовної шкільної оцінки, реакція людей і щира радість тварини.
Композиція картини класична — тричастинна, трипланова, в основі — трикутник, побудований на тональних і колірних контрастах. Основні кольори: синій, білий, червоний, жовтий. Освітлення складне, носить значеннєвий характер.

## Цікаві деталі
- За мотивами сюжету картини був створений однойменний епізод 124-й серії дитячого кіножурналу «Єралаш». Також картина показана в однойменному мультфільмі з циклу «Пригоди Мурзилки», де хлопчика звуть Колею.